# Gambellara
Gambellara (velenceiül Ganbełara) település Olaszországban, Veneto régióban, Vicenza megyében. Lakosainak száma 3426 fő (2023. január 1.). Gambellara Montebello Vicentino, Monteforte d'Alpone, San Bonifacio, Lonigo, Montecchia di Crosara és Ronca községekkel határos.

## Népesség
A település népességének változása:
| Lakosok száma | 3404 | 3432 | 3426 |
|               | 2017 | 2018 | 2023 |